# 유모토역
유모토역(일본어: 湯本駅, ゆもとえき)은 일본 후쿠시마현 이와키시에 있는 동일본 여객철도의 철도역이다.

## 역 구조
단식 1면 1선과 섬식 1면 2선 구조의 지상역이다. 하행 승강장에 족탕과 수탕이 있어 각각 발과 손을 담글 수 있다. 초록 창구를 오전 5시 40분부터 오후 8시 30분까지 영업하며, 스이카 및 제휴 교통카드의 사용이 가능하다.

### 승강장
| 1 | ■ 조반선  | 이와키 · 도미오카 방면 |                      |
| 2 | ■ 조반 선 | 히타치 · 미토 방면     |                      |
| 3 | ■ 조반선  | 히타치 · 미토 방면     | (하루에 1편만 사용.) |

## 역세권 정보
1966년 다른 지역들과 함께 이와키시로 통합되기 전에는 조반 시의 중심역이었다. 한때 조반 탄전이 있었다.
- 이와키유모토 온천
- 국도 제6호선
- 이와키시청사 조반 출장소
- 조반 자동차도 이와키유모토 나들목 ― 약 4km 떨어진 곳에 있다.

## 역사
- 1897년 2월 25일 ― 닛폰 철도의 역으로 개업했다.
- 1906년 11월 1일 ― 국유화에 따라 일본국유철도의 소속이 되었다.
- 1987년 4월 1일 ― 민영화에 따라 동일본 여객철도의 소속이 되었다.

## 인접역
| 동일본 여객철도 조반선 | 동일본 여객철도 조반선 | 동일본 여객철도 조반선 |
| ---------------------- | ---------------------- | ---------------------- |
| 시·종착역              | ■ 조반선               | 시·종착역              |